# West Gardiner
West Gardiner ist eine Town im Kennebec County des Bundesstaates Maine in den Vereinigten Staaten. Im Jahr 2020 lebten dort 3671 Einwohner in 1668 Haushalten auf einer Fläche von 70,11 km².

## Geografie
Nach dem United States Census Bureau hat West Gardiner eine Gesamtfläche von 70,11 km², die aus 63,79 km² Land und 6,32 km² Gewässern besteht.

### Geografische Lage
West Gardiner liegt im Süden des Kennebec Countys und grenzt im Osten an den Cobbosseecontee Lake, dessen Ausfluss, der Cobbosseecontee Stream, die südliche Grenze bildet, den Pleasant Pond durchfließt und weiter nordwärtsfließend in den Kennebec River mündet, wo er die östliche Begrenzung der Town bildet. Die Oberfläche des Gebietes ist eben, ohne nennenswerte Erhebungen.

### Nachbargemeinden
Alle Entfernungen sind als Luftlinien zwischen den offiziellen Koordinaten der Orte aus der Volkszählung 2010 angegeben.
- Norden: Manchester, 4,8 km
- Nordosten: Farmingdale, 5,5 km
- Osten: Gardiner, 9,2 km
- Süden: Litchfield, 6,9 km
- Südwesten: Monmouth, 15,5 km
- Nordwesten: Winthrop, 10,3 km

### Stadtgliederung
In West Gardiner gibt es mehrere Siedlungsgebiete: Browns Corner (Brown's Corner), Frenchs Corner (French's Corner), Gardinerville, Spears Corner, West Gardiner und West Gardiner Center.

### Klima
Die mittlere Durchschnittstemperatur in West Gardiner liegt zwischen −7,2 °C (19 °Fahrenheit) im Januar und 20,6 °C (69 °Fahrenheit) im Juli. Damit ist der Ort gegenüber dem langjährigen Mittel der USA um etwa 6 Grad kühler. Die Schneefälle zwischen Oktober und Mai liegen mit bis zu zweieinhalb Metern mehr als doppelt so hoch wie die mittlere Schneehöhe in den USA; die tägliche Sonnenscheindauer liegt am unteren Rand des Wertespektrums der USA.

## Geschichte
West Gardiner gehörte zunächst zur 1779 organisierten Town Pittston, die zuvor als Gardinerston Plantation bekannt war und wurde ab 1779 besiedelt. Am 8. August 1850 wurde West Gardiner eigenständig als Town organisiert, nachdem Gardiner, zu dem auch West Gardiner gehörte, als City organisiert worden war. Der westliche, ländliche Teil des Gebietes fühlte sich der City jedoch nicht zugehörig und so wurde die Town West Gardiner von der City Gardiner abgetrennt organisiert.
An Farmingdale wurde im Jahr 1852 Land abgegeben und Teile im Jahr 1853 von Farmingdale hinzugenommen. Im Jahr 1856 kamen Teile von Litchfield hinzu.

### Einwohnerentwicklung
| Volkszählungsergebnisse – Town of West Gardiner, Maine | Volkszählungsergebnisse – Town of West Gardiner, Maine | Volkszählungsergebnisse – Town of West Gardiner, Maine | Volkszählungsergebnisse – Town of West Gardiner, Maine | Volkszählungsergebnisse – Town of West Gardiner, Maine | Volkszählungsergebnisse – Town of West Gardiner, Maine | Volkszählungsergebnisse – Town of West Gardiner, Maine | Volkszählungsergebnisse – Town of West Gardiner, Maine | Volkszählungsergebnisse – Town of West Gardiner, Maine | Volkszählungsergebnisse – Town of West Gardiner, Maine | Volkszählungsergebnisse – Town of West Gardiner, Maine |
| Jahr                                                   | 1800                                                   | 1810                                                   | 1820                                                   | 1830                                                   | 1840                                                   | 1850                                                   | 1860                                                   | 1870                                                   | 1880                                                   | 1890                                                   |
| ------------------------------------------------------ | ------------------------------------------------------ | ------------------------------------------------------ | ------------------------------------------------------ | ------------------------------------------------------ | ------------------------------------------------------ | ------------------------------------------------------ | ------------------------------------------------------ | ------------------------------------------------------ | ------------------------------------------------------ | ------------------------------------------------------ |
| Einwohner                                              |                                                        |                                                        |                                                        |                                                        |                                                        |                                                        | 1294                                                   | 1044                                                   | 977                                                    | 853                                                    |
| Jahr                                                   | 1900                                                   | 1910                                                   | 1920                                                   | 1930                                                   | 1940                                                   | 1950                                                   | 1960                                                   | 1970                                                   | 1980                                                   | 1990                                                   |
| Einwohner                                              | 693                                                    | 629                                                    | 553                                                    | 627                                                    | 867                                                    | 946                                                    | 1144                                                   | 1435                                                   | 2113                                                   | 2513                                                   |
| Jahr                                                   | 2000                                                   | 2010                                                   | 2020                                                   | 2030                                                   | 2040                                                   | 2050                                                   | 2060                                                   | 2070                                                   | 2080                                                   | 2090                                                   |
| Einwohner                                              | 2902                                                   | 3474                                                   | 3671                                                   |                                                        |                                                        |                                                        |                                                        |                                                        |                                                        |                                                        |

## Wirtschaft und Infrastruktur

### Verkehr
Die Interstate 95 verläuft in nordsüdlicher Richtung, parallel zur östlichen Grenze der Town. Aus südöstlicher Richtung mündet die Interstate 295 in die 95. In westöstlicher Richtung führt die Maine State Route 126 von Gardiner im Osten nach Litchfield im Westen.

### Öffentliche Einrichtungen
Es gibt keine medizinischen Einrichtungen oder Krankenhäuser in West Gardiner. Die nächstgelegenen befinden sich in Gardiner, Winthrop und Augusta.
In West Gardiner befindet sich die Gardiner Public Library, welche auf Anfänge im Jahr 1796 zurückgeht. Ein erstes Gebäude wurde durch die Gardiner Library Association im Jahr 1881 errichtet. Das heutige Gebäude entstand im Jahr 1930.

### Bildung
West Gardiner gehört zusammen mit Gardiner, Pittston und Randolph zum Maine School Administrative District #11.
Im Schulbezirk werden folgende Schulen angeboten:
- Gardiner Area High School mit den Schulklassen 9 bis 12, in Gardiner
- Gardiner Regional Middle School mit den Schulklassen 6 bis 8, in Gardiner
- River View Community Schoo mit den Schulklassen 3 bis 5, in Gardiner
- Laura E. Richards School mit den Schulklassen Pre-K bis 2, in Gardiner
- Helen Thompson School mit den Schulklassen Pre-K bis 5, in Gardiner
- Pittston Consolidated School mit den Schulklassen Kindergarten bis 4, in Pittston
- Teresa C. Hamlin School mit den Schulklassen Pre-K bis 5, in Randolph

## Persönlichkeiten

### Söhne und Töchter der Stadt
- John Frank Stevens (1853–1943), Ingenieur, der die Great Northern Railway in den Vereinigten Staaten gebaut hat und von 1906 bis 1908 Chefingenieur beim Bau des Panamakanals war.